# Burgstelle Schlösschen (Ohrdruf)

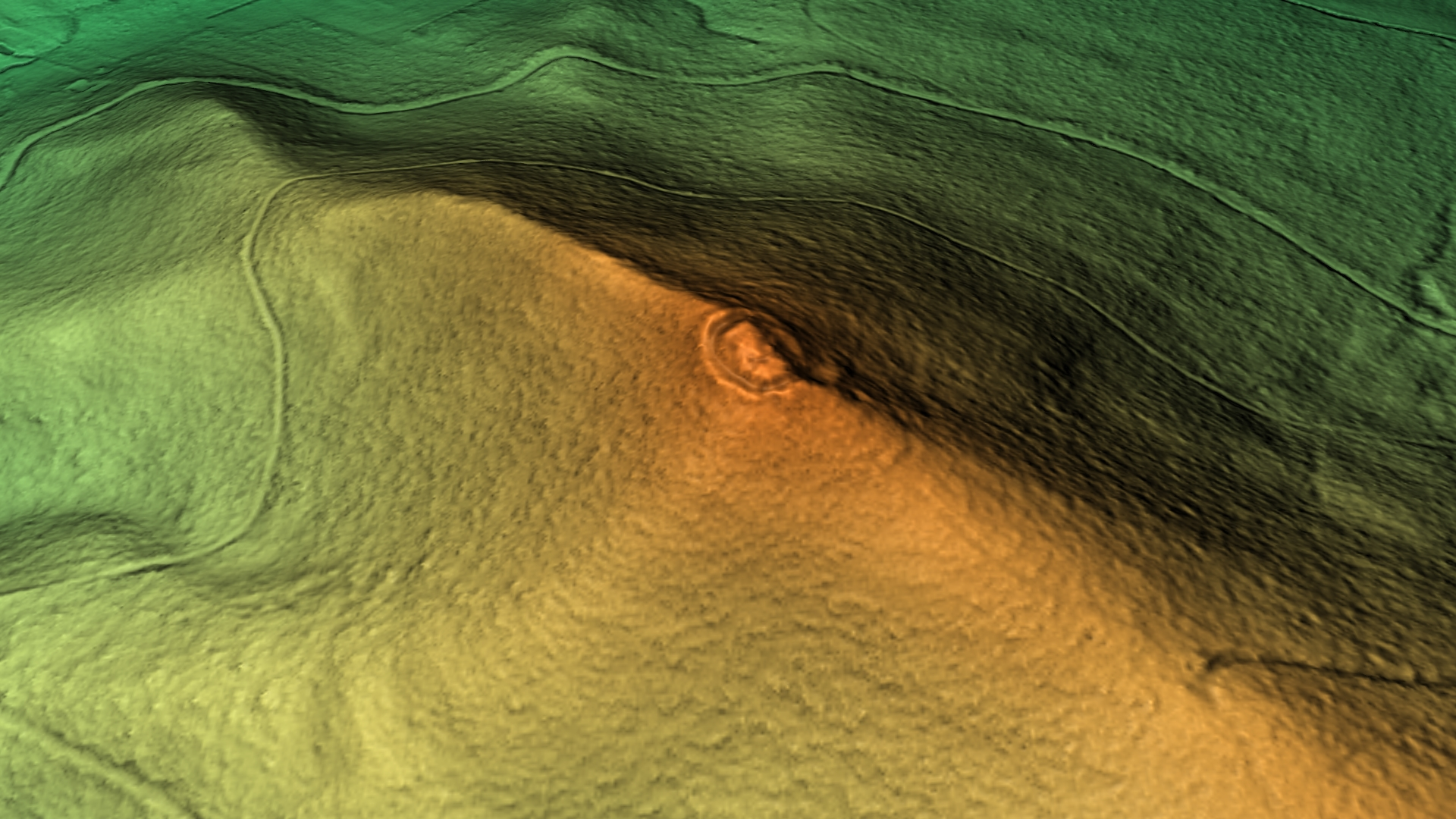
3D-Ansicht des digitalen Geländemodells

Die Burgstelle Schlösschen ist ein Bodendenkmal auf dem Schlossberg bei Ohrdruf.

## Befund
Von der kleinen, auf dem 541,6 m ü. NN hohen Gipfel des Ohrdrufer Schlossberges befindliche Gipfelburg sind lediglich Wall und Graben erhalten geblieben. Der Burghügel trägt heute eine Schutzhütte, sie liegt am Wanderweg von der Scherershütte zum Haltepunkt Luisenthal. Etwa 500 m westlich der Burgstelle befinden sich einige Quellen oberhalb der Scherershütte. Eine durch Hohlwege noch gut zu erkennende Altstraße führte im Mittelalter von Ohrdruf westlich an Luisenthal vorbei zum Kamm des Thüringer Waldes bei Oberhof. Die Hauptbedeutung der Burgstelle wäre in der Funktion als Straßenwarte zu vermuten.

## Geschichte
Das Gebiet um Ohrdruf bildete einen Schwerpunkt der Rodungs- und Missionstätigkeit des Klosters Hersfeld am Nordrand des Thüringer Waldes. In der Zeit um 1170 wird in Hersfelder Urkunden eine Siedlung Wiesenrod (Vizzenrot) erwähnt, die 1344 dem Hersfelder Klosterhof in Gotha zugeteilt war. Sie lag in der Nähe einer gleichnamigen Burg, die den Schutz der Siedlung zu gewährleisten hatte.
Bereits Lerp verband das Schlösschen bei Ohrdruf mit dieser Burg (Wiesenburg). Eine Amtsbeschreibung nennt für 1531 noch Ruinen an der Dorfwüstung.
Eine Ohrdrufer Sage will – wegen der Namensähnlichkeit – in dem Burgrest die altthüringische Bisenburg  erkennen, diese soll bis zur Eroberung durch die Franken das auf einem Berg befindliche Tempelgebäude der heidnischen Thüringer geschützt haben.